# Óscar Murillo
Óscar Fabián Murillo Murillo (ur. 18 kwietnia 1988 w Cali) – kolumbijski piłkarz występujący na pozycji środkowego obrońcy, reprezentant Kolumbii.

## Kariera klubowa
Murillo pochodzi z miasta Cali i jest wychowankiem tamtejszej znanej akademii młodzieżowej Boca Juniors de Cali. Jako nastolatek występował zarówno w kadrze departamentu Valle del Cauca, jak i w juniorskich reprezentacjach Kolumbii. Spędził również kilka miesięcy w Argentynie, gdzie terminował w akademiach juniorskich tamtejszych zespołów Club Atlético Boca Juniors i Club Atlético Lanús. Profesjonalną karierę piłkarską rozpoczął w 2007 roku jako zawodnik drugoligowego Centauros Villavicencio, z którego po upływie sezonu przeniósł się do występującego w najwyższej klasie rozgrywkowej Deportes Quindío z miasta Armenia. W Categoría Primera A zadebiutował w 2008 roku, szybko zostając kluczowym zawodnikiem tej nisko notowanej drużyny. Premierowego gola w lidze kolumbijskiej strzelił 18 marca 2009 w zremisowanym 2:2 spotkaniu z Realem Cartagena, grając w Quindío przez dwa lata.
W lutym 2010 Murillo został wypożyczony do amerykańskiego Colorado Rapids, którego barwy reprezentował przez kolejne cztery miesiące, jednak nie rozegrał żadnego ligowego spotkania. Po powrocie do ojczyzny spędził jeszcze w Quindío rok, po czym przeniósł się do Deportivo Pereira – tam grał przez sześć miesięcy, mimo podstawowego miejsca w składzie spadając z nim do drugiej ligi na koniec sezonu 2011. Sam pozostał jednak na najwyższym szczeblu, zostając zawodnikiem krajowego giganta – klubu Atlético Nacional z siedzibą w Medellín, gdzie szybko został kluczowym ogniwem odnoszącej liczne sukcesy drużyny Juana Carlosa Osorio. Jeszcze w tym samym roku zdobył z nią puchar Kolumbii – Copa Colombia, a także superpuchar kraju – Superliga Colombiana. W sezonie Apertura 2013 wywalczył z Atlético Nacional swoje pierwsze mistrzostwo Kolumbii, zaś kolejny tytuł mistrzowski zdobył sześć miesięcy później, z sezonie Finalización 2013.
W tym samym 2013 roku Murillo osiągnął kolejny puchar kraju, a w sezonie Apertura 2014, tworząc pewny duet stoperów ze Stefanem Mediną, wywalczył trzecie z rzędu mistrzostwo Kolumbii. Wówczas także zajął drugie miejsce w superpucharze oraz dotarł do finału południowoamerykańskich rozgrywek Copa Sudamericana. W sezonie Finalización 2015 po raz czwarty zdobył z Atlético Nacional – prowadzonym już przez Reinaldo Ruedę – mistrzostwo Kolumbii, tym razem grając na środku obrony z doświadczonym Alexisem Henríquezem, a także uplasował się na drugim miejscu w superpucharze kraju. Ogółem barwy Atlético Nacional reprezentował przez cztery lata, będąc uznawanym za czołowego piłkarza ligi kolumbijskiej.
Wiosną 2016 Murillo przeszedł do meksykańskiej ekipy CF Pachuca, gdzie z miejsca został podstawowym graczem linii obrony, wygrywając rywalizację z kapitanem zespołu i swoim rodakiem Aquivaldo Mosquerą. W Liga MX zadebiutował 8 stycznia 2016 w zremisowanej 1:1 konfrontacji z Tijuaną i już w swoim pierwszym, wiosennym sezonie Clausura 2016 wywalczył z drużyną prowadzoną przez Diego Alonso mistrzostwo Meksyku. Znalazł się wówczas także w wybranej przez władze ligi najlepszej jedenastce rozgrywek. W tym samym roku zajął też drugie miejsce w superpucharze kraju – Campeón de Campeones.

## Kariera reprezentacyjna
W seniorskiej reprezentacji Kolumbii Murillo zadebiutował za kadencji selekcjonera José Pekermana, 24 marca 2016 w wygranym 3:2 meczu z Boliwią w ramach eliminacji do Mistrzostw Świata 2018.

## Statystyki kariery

### Klubowe
| Centauros         | 2007      | Kolumbia          | Primera B | —    | —   | —   | —       | —             | —  | —    | 0≤   | 0≤  |
| Quindío           | 2008      | Kolumbia          | Primera A | 11   | 0   | —   | 0       | —             | —  | —    | 11≤  | 0   |
| Quindío           | 2009      | Kolumbia          | Primera A | 32   | 2   | —   | 0       | —             | —  | —    | 32≤  | 2   |
| Colorado Rapids   | 2010      | Stany Zjednoczone | MLS       | 0    | 0   | —   | —       | —             | —  | —    | 0    | 0   |
| Quindío           | 2010      | Kolumbia          | Primera A | 21   | 0   | —   | 0       | —             | —  | —    | 21≤  | 0   |
| Quindío           | 2011      | Kolumbia          | Primera A | 9    | 0   | 2   | 0       | —             | —  | —    | 11   | 0   |
| Pereira           | 2011      | Kolumbia          | Primera A | 16   | 0   | —   | —       | —             | —  | —    | 16   | 0   |
| Atlético Nacional | 2012      | Kolumbia          | Primera A | 25   | 4   | 10  | 0       | CL            | 3  | 1    | 38   | 5   |
| Atlético Nacional | 2013      | Kolumbia          | Primera A | 30   | 2   | 15  | 1       | CS            | 7  | 0    | 52   | 3   |
| Atlético Nacional | 2014      | Kolumbia          | Primera A | 27   | 0   | 6   | 0       | CL + CS       | 17 | 0    | 50   | 0   |
| Atlético Nacional | 2015      | Kolumbia          | Primera A | 37   | 3   | 3   | 0       | CL            | 7  | 0    | 47   | 3   |
| Pachuca           | 2015–2016 | Meksyk            | Liga MX   | 22   | 0   | 1   | 0       | —             | —  | —    | 23   | 0   |
| Pachuca           | 2016–2017 | Meksyk            | Liga MX   | 0    | 0   | —   | —       | LMC           | 0  | 0    | 0    | 0   |
| Ogółem            |           |                   |           |      |     |     |         |               |    |      |      |     |
| Kolumbia          | Kolumbia  | Kolumbia          | 208≤      | 11≤  | 37≤ | 1   | CL + CS | 34            | 1  | 279≤ | 13≤  |     |
| Meksyk            | Meksyk    | Meksyk            | 22        | 0    | 1   | 0   | LMC     | 0             | 0  | 23   | 0    |     |
| Ogółem            | Ogółem    | Ogółem            | Ogółem    | 230≤ | 11≤ | 38≤ | 1       | CL + CS + LMC | 34 | 1    | 302≤ | 13≤ |

- CL – Copa Libertadores
- CS – Copa Sudamericana
- LMC – Liga Mistrzów CONCACAF

### Reprezentacyjne
| Kolumbia | Kolumbia | 2016   | — | — | 7 | 0 | — | — | — | 7 | 0 |
| Ogółem   | Ogółem   | Ogółem | — | — | 7 | 0 | — | — | — | 7 | 0 |